# Менении
Менении (лат. Menenii, gens Menenia) — римский род, давший в конце VI — первой половине IV вв. до н. э. нескольких консулов.
Согласно Титу Ливию, первый из Менениев, достигший консулата, Агриппа Менений Ланат, был по происхождению плебеем. Возможно, его род стал патрицианским при последних царях, или в самом начале республики. Поскольку за время правления Тарквиния Гордого число сенаторов из-за казней значительно сократилось, сенат пришлось пополнить представителями виднейших всаднических родов. 
Менении, наряду с Фуриями, были одним из немногих родов, использовавших как преномен редкое имя Агриппа. Поскольку в императорскую эпоху это имя стало когноменом, поздние римские писатели часто называют консула 503 до н. э. Менением Агриппой.
Последний известный представитель рода носил, согласно Капитолийским фастам, имя Лицин Менений Ланат. Тит Ливий переделал его имя на Лициний, а Диодор называет Луцием Менением.  
Члены этого рода носили когномен Ланат (lanatus — покрытый шерстью).
Известные представители:
- Гай Менений Ланат
  - Агриппа Менений Ланат (ум. 493 до н. э.) — консул 503 до н. э.
    - Тит Менений Ланат (ум. 476  до н. э.) — консул 477  до н. э.
      - Луций Менений Ланат — консул 440 до н. э.
      - Агриппа Менений Ланат — консул 439 до н. э., военный трибун с консульской властью в 419 и 417 до н. э.

    - Агриппа Менений Ланат
      - Тит Менений Ланат — консул 452 до н. э.
- Лицин Менений Ланат — военный трибун с консульской властью в 387, 380, 378 и 376 до н. э.